# Pietro Wu Yishun
Pietro Wu Yishun (chiń. 吳宜順, pinyin Wú Yíshùn, ur. 7 grudnia 1964 w Ningde) – chiński duchowny katolicki, prefekt apostolski Shaowu od 2024.

## Życiorys
Święcenia kapłańskie otrzymał 15 sierpnia 1992 i został inkardynowany do diecezji Xiamen. Pracował głównie jako duszpasterz parafialny, był także odpowiedzialnym za prefektury apostolskie Shaowu i Jian’ou.
31 stycznia 2024 Biuro Prasowe Watykanu opublikowało informację o sakrze biskupiej Wu, zaznaczając, że 16 grudnia 2023 został on mianowany przez papieża Franciszka prefektem apostolskim Shaowu. 
Święcenia biskupie Wu odbyły się w Kościele Chengguan w Nanping. Udzielił mu ich arcybiskup metropolita pekiński, Joseph Li Shan. 